# Jüdischer Friedhof Oedheim

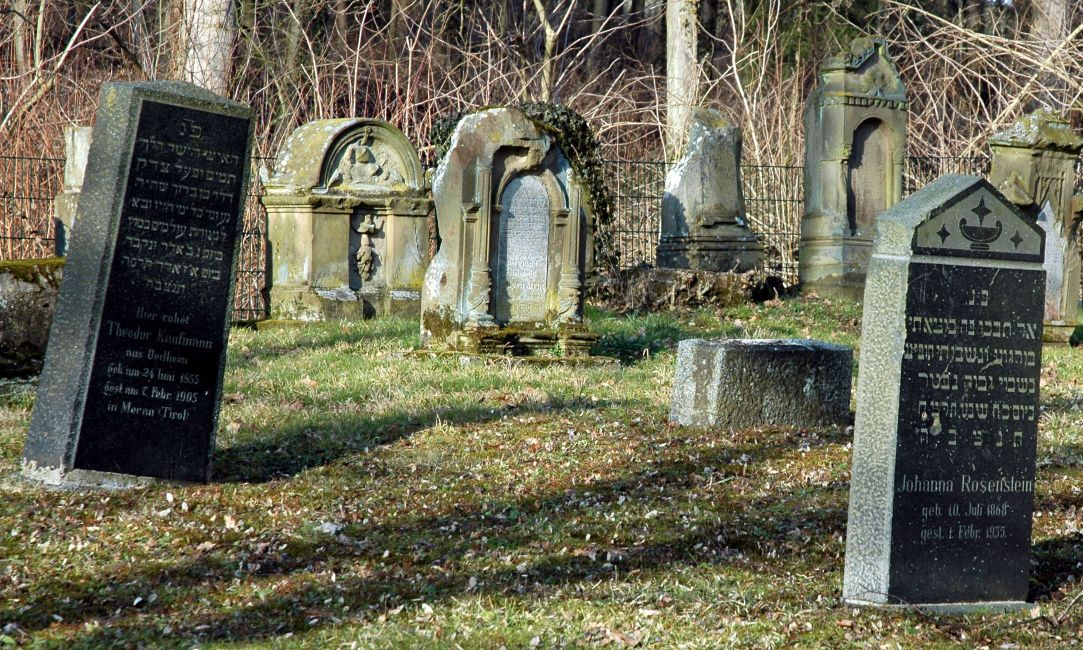
Jüdischer Friedhof Oedheim

Der Jüdische Friedhof Oedheim ist ein Jüdischer Friedhof in Oedheim im Landkreis Heilbronn im nördlichen Baden-Württemberg der 1938 zerstört wurde.
Der Friedhof im Bautzenwald wurde 1876 angelegt. Von den insgesamt 39 Grabsteinen datiert der älteste Grabstein von 1874, der jüngste von 1935. Vor 1874 wurden die Toten der jüdischen Gemeinde Oedheim auf dem jüdischen Friedhof Neckarsulm beigesetzt.
Nachdem 1938 der Friedhof infolge von Sprengungen durch SA-Leute zerstört worden war, versuchte man nach 1945 ihn – soweit möglich – wiederherzustellen.